# (1082) Pirola
(1082) Pirola és un asteroide pertanyent al cinturó d'asteroides descobert per Karl Wilhelm Reinmuth el 28 d'octubre de 1927 des de l'observatori de Heidelberg-Königstuhl, Alemanya.
Inicialment va rebre la designació de 1927 UC. Més endavant es va anomenar per les piroles, una planta de la família de les pirolàcies.
Pirola orbita a una distància mitjana del Sol de 3,122 ua, podent acostar-s'hi fins a 2,557 ua i allunyar-se'n fins a 3,687 ua. La seva excentricitat és 0,1811 i la inclinació orbital 1,852°. Empra 2015 dies a completar una òrbita al voltant del Sol. Pirola forma part de la família asteroidal de Temis.